# I. Grimoald
Grimoald (615 körül – 657 körül) frank nemesúr, Austrasia királyság majordomusa 640-től 657-ig.

## Élete
I. Pipin és Itta fia. Apja az austrasiai királyság majordomusa lett I. Dagobert halála után. 640-ben Grimoald örökölte a címet Azonban a cím öröklését vitatta a király, III. Sigebert korábbi gyámja, Ottó Ebben az időszakban lázadt fel a király ellen Radulf türingiai herceg is. Grimoald részt vett a hadjáratban, amely katasztrofális véget ért, de megmentette a király életét és közeli bizalmasa lett.
650-ben Ottót elfogta és megölte Lothár alamann gróf, ezzel elhárult Grimoald elől az utolsó akadály is. Rábeszélte a gyermektelen királyt, hogy fogadja örökbe fiát, Childebertet és nevezze ki a trón örökösének. Azonban nemsokára, 652-56 körül Sigebertnek fia született, a későbbi II. Dagobert, akit Sigebert 656-os halála után Grimoald egy kolostorba száműzött és a trónra saját fiát ültette. Mivel beleavatkozott a Merovingok trónöröklésébe, a szomszédos Neustria királya, II. Klodvig elfogatta, megkínoztatta és Párizsban lefejeztette.

## Családja és leszármazottai
Felesége neve nem ismert. A házasságból két gyermek született:
- Childebert (? - 662). A király halála után Grimoald megpróbálta Childebertet ültetni Austrasia trónjára és ennek érdekében eltávolíttatta Dagobertet, a király fiát.[5] Egyes vélemények szerint igazából Sigebert fia volt, akit Grimoald fogadott örökbe,[6] mivel Grimoald halála után is tovább uralkodott.
- Wulfetrudis (639/40 - 669. november 23., Nivelles).[7] A nagyanyja által alapított nivelles-i kolostor főnökasszonya 658-tól.